# سرقیفی
سرقیفی (نام علمی: Protura) نام یک راسته از رده درون‌آروارگان است. به این راسته بی‌شاخَکان هم گفته می‌شود.
بی‌شاخکان شش پای بسیار کوچک دارند و فاقد شاخک هستند. طول بدنشان حدود ۶/۰ تا حد اکثر ۵/۱ میلی‌متر است. جفت اول پاهای آن‌ها به اندامهای حسی تبدیل شده است به دلیل اینکه فاقد شاخک هستند، پاها در واقع نقش شاخک‌ها را ایفا می‌کنند. این بندپایان در درون خاک‌های هوموسی، در زیر سنگ‌ها و زیر خاک برگ‌ها فراوان دیده می‌شوند و از گیاهان مختلف تغذیه می‌کنند.
بعضی از متخصصین اعتقاد دارند که سه راسته کولمبولا (Collembola)، دیپلورا (Diplura) و پروتورا (Protura) در واقع جز رده حشرات (Insecta) نیستند و معتقدند با آنکه ۶ پا دارند باید از رده حشرات خارج بشوند.